# Lee Chang-min
Lee Chang-min (이창민?; 20 gennaio 1994) è un calciatore sudcoreano, centrocampista del Geoje Citizen in prestito dal Jeju SK.

## Carriera

### Club
Ha giocato in Corea del Sud. Dopo aver frequentato la Bukyeong High School e l'Università di Chung-Ang, a inizio 2014 è passato al Bucheon FC 1995, nel quale non ha però collezionato presenze, si è quindi trasferito in prestito nel febbraio 2014 al Gyeongnam, con cui ha esordito in campionato il 9 marzo 2014 nella sfida casalinga contro il Seongnam, vinta per 1-0, nella quale ha giocato per 81 minuti, prima di lasciare spazio a Lee Ho-seok. Nel gennaio 2015 è passato, sempre in prestito agli Jeonnam Dragons. Un anno dopo si trasferisce, stavolta a titolo definitivo, allo Jeju SK.

### Nazionale
Ha fatto parte delle nazionali giovanili sudcoreane Under-19, Under-20 e Under-23. Con la seconda ha disputato i Mondiali Under-20 2013 in Turchia, nei quali ha raggiunto i quarti di finale.
Viene convocato per le Olimpiadi 2016 in Brasile.

## Palmarès

### Club

#### Competizioni nazionali
- K League 2: 1

Jeju United: 2020